# Rysy (zespół muzyczny)
Rysy – polski projekt muzyczny tworzony przez Wojciecha Urbańskiego i Łukasza Stachurko, założony w 2015 roku w Warszawie.
21 stycznia 2015 odbyła się premiera singla „Ego” z gościnnym udziałem Justyny Święs, a 4 września 2015 nakładem niezależnej wytwórni U Know Me Records ukazała się ich debiutancka płyta "Traveler". Najczęściej skład koncertowy poszerzony był o wokalistów, którzy pojawili się na płycie Traveler czyli o Justynę Święs, Baascha i Piotra Ziołę. 30 grudnia 2016 roku wydany został minialbum "Father", zawierający utwory „Father” oraz „Crystal Love”.
Zespół od początku kariery skupiał się na aktywności koncertowej. Duet gościł na największych polskich festiwalach, m.in. Open'er Festival, Tauron Nowa Muzyka, Audioriver i Off Festival, Rave The Planet Parade w Berlinie. 
Rysy zdobyły uznanie w świecie polskiej muzyki alternatywnej. W 2016 roku duet nagrodzono statuetką Odkrycie Roku magazynu „Muno”, Zespół Roku magazynu „Aktivist” (plebiscyt Nocne Marki), oraz nominacją do nagrody „Fryderyk” w kategorii fonograficzny debiut roku. 
Zespół zawiesił działalność 30 stycznia 2017 roku. Reaktywował się 31 grudnia 2020 roku a by później wydać singiel „4GET” – utwór tytułowy z albumu, który ukazał się wiosną 2021 roku. Album „4GET” wypełniały masywne basy i pulsujące bębny, osadzone w charakterystycznej dla duetu melancholii. W albumie nie zabrało współpracy z polskimi wokalistami czyli z Justyną Świes, Michałem Aniołem i Jakubem Zyteckim. 
W 2022 pojawił się kolejny minialbum zespołu "Zona" prezentujący brzmienia charakterystyczne dla królującej w latach 90 estetyki rave. Tego roku ukazały się jeszcze trzy single: "Bomba", "Batman" w wykonaniu Kukona i Darii Zawiałow oraz "Herz". Ostatniemu z wymienionych utworów towarzyszył sensualny klip, stworzony za pomocą sztucznej inteligencji przez MELT.AI. 
W 2023 roku zespół skupił się na klubowych brzmieniach, promując nowe utwory "Montezuma" i "Lone" podczas wiosennego nagrania na żywo na Islandii. Jesienią ruszyli w trasę koncertową, promując minialbum "Harpa". Rok później ukazała się kolejna EP-ka "NRG" i zapowiedź nowego albumu artystów nawiązujący skrótem do poprzednika. "4GIVE" ukazał się na końcu 2024 roku. Nowy album zahacza o takie gatunki muzyczne jak techno, acid techno czy trance, na płycie nie zabraknie też delikatniejszych brzmień jak techhouse. 

## Dyskografia
Albumy
| Rok  | Album                                                               |
| ---- | ------------------------------------------------------------------- |
| 2015 | Traveler - Data: 4 września 2015 - Wydawca: U Know Me Records       |
| 2016 | Father (EP) - Data: 30 grudnia 2016 - Wydawca: U Know Me Records    |
| 2021 | 4GET - Data: 25 czerwca 2021 - Wydawca: Dyspensa Records            |
| 2022 | Zona (EP) - Data: 16 lipca 2022 - Wydawca: Dyspensa Records         |
| 2023 | Harpa (EP) - Data: 26 października 2023 - Wydawca: Dyspensa Records |
| 2024 | NRG (EP) - Data: 4 lipca 2024 - Wydawca: Dyspensa Records           |
| 2024 | 4GIVE - Data: 31 grudnia 2024 - Wydawca: Dyspensa Records           |

Single
| Rok  | Tytuł                                                | Album       |
| ---- | ---------------------------------------------------- | ----------- |
| 2015 | „Ego” (gościnnie: Justyna Święs)                     | Traveler    |
| 2015 | „Brat”                                               | Traveler    |
| 2015 | „I Will Fly” (gościnnie: Justyna Święs)              | Traveler    |
| 2015 | „Ego (Sonar Soul Remix)” (gościnnie: Justyna Święs)  |             |
| 2015 | „The Fib”                                            | Traveler    |
| 2016 | „Father”                                             | Father (EP) |
| 2020 | „4GET”                                               | 4GET        |
| 2021 | „Miejsca” (gościnnie: Michał Anioł)                  | 4GET        |
| 2021 | „88” (gościnnie: Michał Anioł)                       | 4GET        |
| 2021 | „Miejsca (SKOS Remix)” (gościnnie: Michał Anioł)     |             |
| 2021 | „Anima”                                              | 4GET        |
| 2021 | „Kilo”                                               | 4GET        |
| 2021 | „Czo Oju”                                            | 4GET        |
| 2021 | „Night Is New” (gościnnie: Jakub Zytecki)            | 4GET        |
| 2021 | „Starlink (Pejzaż Remix)” (gościnnie: Justyna Świes) |             |
| 2021 | „88 (Prometh Remix)” (gościnnie: Michał Anioł)       |             |
| 2021 | „4GET (Karbid Remix)”                                |             |
| 2022 | „Zona”                                               | Zona (EP)   |
| 2022 | „Batman” (gościnnie: Kukon, Daria Zawialow)          |             |
| 2022 | „Bomba”                                              | Zona (EP)   |
| 2022 | „Herz”                                               |             |
| 2023 | „ABUJA”                                              | Harpa (EP)  |
| 2024 | „NRG”                                                | NRG (EP)    |
| 2024 | „PLUR”                                               | 4GIVE       |
| 2024 | „4GIVE”                                              | 4GIVE       |

Notowane utwory
| Rok  | Tytuł                                                   | Pozycja na liście | Pozycja na liście | Album    |
| Rok  | Tytuł                                                   | LP3               | UWM               | Album    |
| ---- | ------------------------------------------------------- | ----------------- | ----------------- | -------- |
| 2015 | „Przyjmij brak” (gościnnie: Justyna Święs, Piotr Zioła) | 7                 | 24                | Traveler |

## Nagrody i wyróżnienia
| Rok  | Nagroda                        | Kategoria                  | Tytułem                     | Nota       | Źródło |
| ---- | ------------------------------ | -------------------------- | --------------------------- | ---------- | ------ |
| 2016 | Munoludy 2015                  | Odkrycie roku              | Rysy                        | Zwycięzca  | [ 4 ]  |
| 2016 | Nocne Marki 2015               | Zespół roku                | Rysy                        | Zwycięzca  | [ 5 ]  |
| 2016 | Fryderyki 2016                 | Fonograficzny debiut roku  | Rysy                        | Nominacja  | [ 6 ]  |
| 2017 | Berlin Music Video Awards 2017 | -                          | Teledysk do utworu „Father” | Nominacja  |        |
| 2021 | Munoludy 2021                  | Zespół Roku Polska 2021    | Rysy                        | Zwycieżca  |        |
| 2021 | Munoludy 2021                  | Utwór Roku Polska 2021     | Rysy "4GET"                 | Zwycieżca  |        |
| 2022 | Fryderyki 2022                 | Album Roku Elektronika     | Rysy                        | Zwycięzca  | [ 23 ] |
| 2022 | Berlin Music Video Awards 2022 | Best Narrative             | Teledysk do utworu „Kilo”   | Nominacja  |        |
| 2024 | Munoludy 2024                  | DJ Roku Elektronika Polska | Rysy                        | 2. miejsce |        |